# トツカーナ

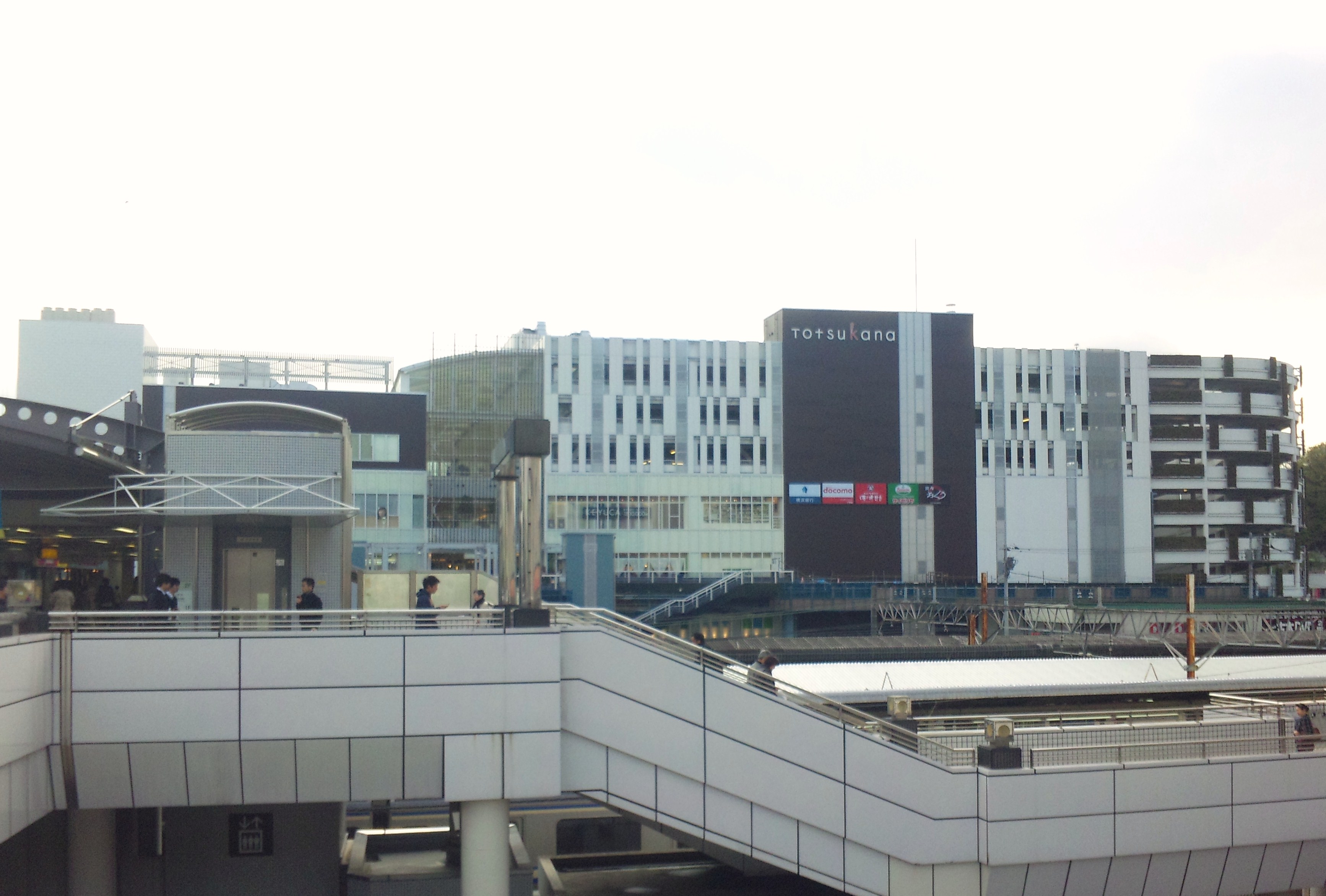
戸塚駅東口から望む

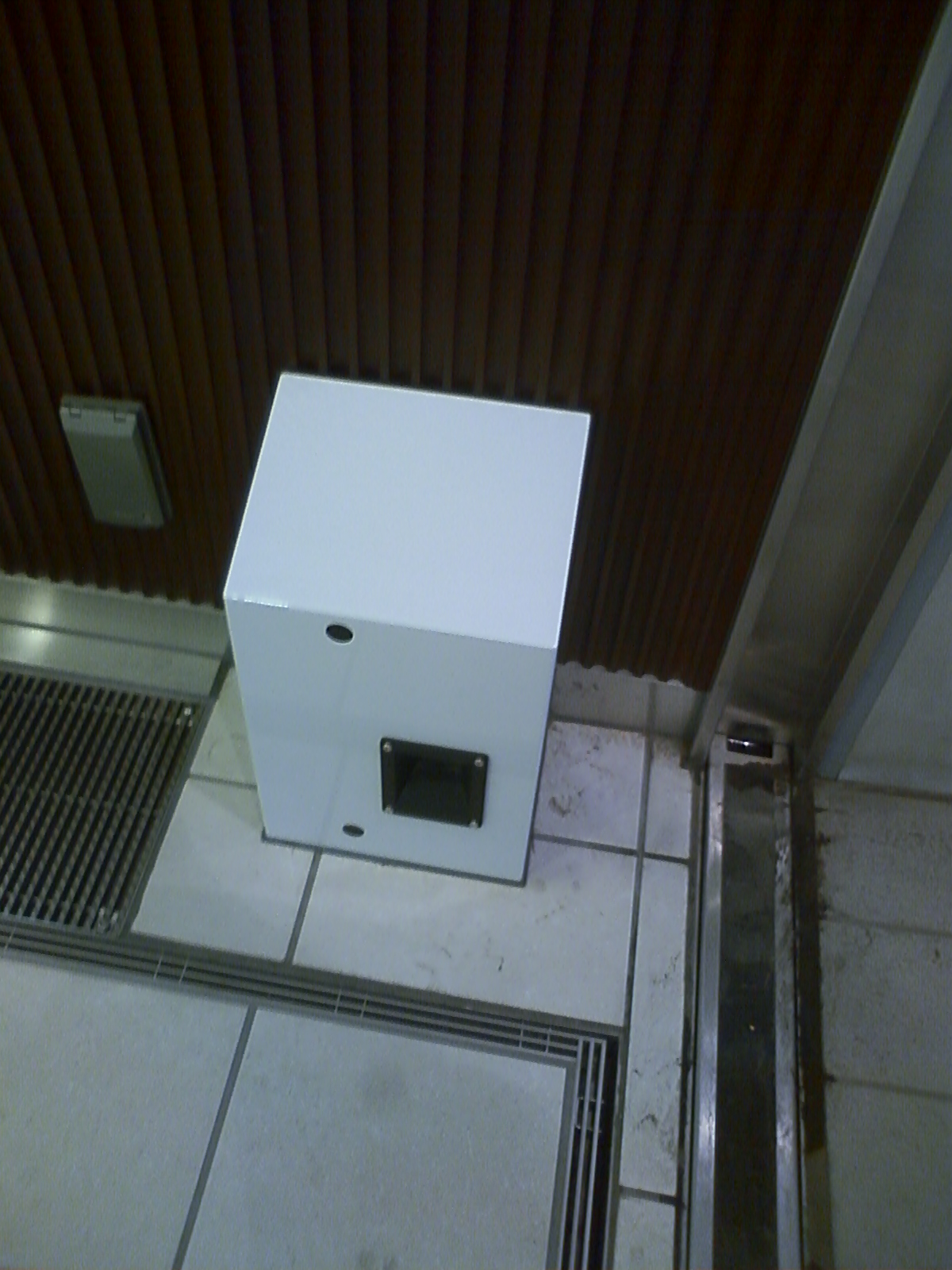
ネズミ侵入防止装置

トツカーナ (Totsukana) とは、神奈川県横浜市戸塚区に所在する商業施設である。戸塚駅西口再開発事業の核となる共同ビルであり、東急不動産が運営する東急プラザ戸塚（56店舗）、再開発前の戸塚駅西口商店街で営業していた地元店舗が主体となるトツカーナモール（111店舗）で構成される。2010年4月2日に正式オープン（4月1日プレオープン）した。「トツカーナ」の名称は一般公募により選出された。
JR東海道線・JR横須賀線・横浜市営地下鉄戸塚駅と3階および地下1階で直結しており、戸塚駅西口の路線バス乗り場である神奈川中央交通の戸塚バスセンターに隣接している。

## 概要
戸塚は古くから東海道の宿場町である戸塚宿として発展したが、近年では先に都市整備が行われ商業施設が集積された戸塚駅東口や東戸塚と比較して、戸塚駅西口周辺は遅れを取っていた。
また、道幅が狭く雑然とした町並みは防災上も問題が多く、神奈川中央交通の旧・戸塚バスセンターが駅から離れており利便性に欠けるなどの問題も浮上しており、横浜市は1997年3月より戸塚駅西口の市街地再開発事業に乗り出した。実際は1960年代から再開発構想が練られていたという。
地元戸塚を愛し再開発を強く願う商店街側が多い中、商店街の一部からの反対が根強く、計画は途中何度も変更を余儀なくされたが、地元商店街側と横浜市との粘り強い努力により2006年7月にようやく決定する。その間、仮設店舗用のビルである戸塚ウエストが2002年に完成した。実際に使用を開始したのは再開発工事を開始した2007年6月となる。
2010年3月末をもって戸塚ウエストは閉鎖され、戸塚ウエストに店舗を構えていた商店街の店舗の大部分はトツカーナモールに移転し、東急プラザ戸塚と一体となってトツカーナという商業施設を構成する。ただし、東急プラザ戸塚の運営は東急グループが受け持つのに対して、トツカーナモールはあくまでも店舗の集合体であり、運営は個々の店舗に任されている。
また、戸塚バスセンターもトツカーナに併設する形で移転し、タクシー待合所及び自転車駐輪場と合わせて第1交通広場として2010年4月18日より供用を開始した。一般自動車の乗降場となる第2交通広場及び戸塚ウエスト跡に建設される戸塚区役所が移転予定の公共施設は、2013年2月22日より供用を開始した。
トツカーナに隣接している11棟の個別ビル群は、戸塚パルソ (PALLSO) という名称が付けられており、トツカーナモールに入居しなかった戸塚ウエストの店舗はこちらに入居、2010年3月より順次オープンしている。
西口再開発によるトツカーナモールオープン後、東京・横浜のベッドタウンとしての戸塚の人気は急上昇。これで東口西口ともに便利になったと西口再開発の効果は大きいと評価されている。

## 周辺施設
- 戸塚パルソ
- サクラス戸塚 - 東急プラザ戸塚と同じ東急不動産による開発。2011年3月、ペデストリアンデッキでトツカーナと直結された。
- 戸塚郵便局
- 戸塚モディ（ラピス戸塚）- 戸塚駅東口再開発ビル

## 問題点・改善された点
トツカーナは商店街や利権者の意向を重視したあまり、利用者本位の設計になっていない箇所が散見される。
東急プラザ戸塚とトツカーナモールでは、運営が違うためにパンフレットも別々になっている。また、フロアによってテナントの業種が統一されていない。
交通結節点として見ても、駅から西口交通広場へは再開発ビルを通り抜けるような動線設計となっており、長い平面移動を余儀なくされることから利便性が悪い。バスを降車する際は駅に近接している停留所が利用でき、一応の乗降分離はなされているが、いずれにせよ中途半端な設計である。
2013年9月には、再開発前から営業していたスーパー「ウィズ戸塚店」も閉店するなど、かつて入居していたテナントも生え抜きでチェーン店になっており、商店街として栄えた形跡は失いつつあるという声も一部あるが、トツカーナモール内には商店街で長年営業していた店舗が多く入っているため、大手テナントのほか地元で長年親しまれてきた商店街の個性豊かな店舗が軒を連ねており、なおかつ天候に関係なく買い物ができ区役所も隣接していることで区民生活の利便性アップに大いに貢献し戸塚の知名度をさらに上げたといえる。

## 主なテナント
戸塚駅西口・旭通商店街及び戸塚ウエスト（仮設店舗）には入居していなかった新規のテナントには、★を付けている。

### 東急プラザ戸塚（東急不動産グループ専門店）
- 東急ストア ★ -（B1F）
- マクドナルド -（1F）
- スターバックスコーヒー ★ -（1F）
- KALDI（1F）
- ファミリーマート ★ -（1F）
- 無印良品 ★ -（1F）
- MINIPLA ★ -（1F）
- Right-on ★ -（2F）
- キャンドゥ（2F）
- 三井住友信託銀行 -（2F）
- 有隣堂  -（2F）

### トツカーナモール
- ミスタードーナツ戸塚西口店
- 三菱UFJモルガン・スタンレー証券
- 吉野家戸塚西口店
- 三井住友銀行
- 大阪王将 ★
- りそな銀行
- 華林菜館 ★
- 横浜銀行
- 大戸屋 ★
- 三井のリハウス
- 銀座メガネコンタクト ★
- ドコモショップ戸塚店
- マツモトキヨシ
- 戸塚西口共同ビルチャンスセンター
- サイゼリヤ ★
- ドトールコーヒー ★
- ドコモショップ ★
- 焼肉おくう戸塚店
- カナール本店
- 肉のさいとう
- リトルマーメイド
- 鈴花園トツカーナ店
- ほけんの窓口

### 戸塚パルソ
- 三菱UFJ銀行戸塚支店 - 旧UFJ銀行の店舗であった戸塚駅前支店と統合
- 相鉄フレッサイン横浜戸塚 ★
- イタリアントマトカフェJr. ★
- JTB首都圏戸塚支店 ★
- auショップ